# Rugby boy

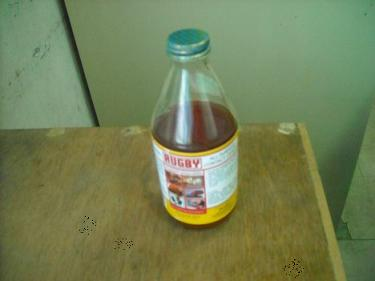
Uma garrafa de Rugby.

Rugby boys (em filipino: batang ragbi) é um termo coletivo para gangues de crianças de rua encontradas nas Filipinas. São pessoas mais conhecidas e afetadas pela pobreza encontradas nas favelas das Filipinas e por usar e serem viciados em uma cola de contato conhecida como "Rugby", da marca Bostik, e outros solventes aromáticos para aliviar a fome, resultando em crimes para financiar seu vício.
Dados do Departamento de Bem-Estar Social e Desenvolvimento das Filipinas mostram que o número de crianças de rua aumentou em 6.365 por ano, e metade das crianças de rua do país, de 8 a 20 anos, já cheirou Rugby e outros inalantes. A relativa facilidade de obtenção dessas substâncias, devido ao seu baixo custo, contribui para o abuso generalizado. Não há dados epidemiológicos abrangentes sobre a magnitude do abuso de inalantes entre crianças e adolescentes nas Filipinas.
Em resposta ao abuso generalizado de substâncias à base de tolueno, a Agência Filipina de Repressão às Drogas impôs regras mais rígidas à fabricação e venda de colas Rugby e similares, como a adição obrigatória de óleo de mostarda como impedimento para inalação. Além disso, os compradores precisarão apresentar identificação válida para ter acesso à cola de contato que não contenha substâncias ou outros impedimentos semelhantes.

## História
Em termos de dependência, os inalantes são produtos domésticos comuns, como produtos de limpeza, sprays de cozinha, protetores de tecidos, diluentes de tinta, adesivos e solventes. Devido ao baixo custo do Rugby e de outros inalantes, pessoas pobres (especialmente jovens inexperientes e carentes) os utilizam para aliviar a fome e os problemas de saúde comuns da pobreza. Os "Rugby Boys" (também chamados de "Solvent Boys"), que apesar do nome se refere a crianças independentemente do sexo, se envolvem abertamente no consumo desses inalantes. A substância química é colocada em um saco plástico e inalada para atingir a euforia.
A população empobrecida é a vítima mais comum do vício em substâncias perigosas e ilegais. Uma vez "chapados", esquecem a fome. Outros se tornam viciados devido a problemas familiares, baixa autoestima e pressão social. Os solventes, particularmente o Rugby, são o inalante preferido nas Filipinas pela maioria dos adolescentes, por serem facilmente obtidos. Proprietários de lojas menos escrupulosos vendem a cola em pequenas porções para crianças e adolescentes.

## Problemas de saúde
Inalantes causam náuseas, visão turva, lapsos de memória e perda da coordenação motora. Esses efeitos podem ser um pequeno desconforto para o usuário após a inalação, mas os danos permanentes causados pelos inalantes são irreversíveis. Danos a órgãos como fígado, rins, cérebro e coração podem ser fatais.
Um documentário de Karen Davila mostrou os efeitos do abuso de inalantes no corpo de uma pessoa.
O tolueno, substância química que fornece o cheiro aromático da cola de contato e outras colas, é o culpado pelo vício. Usuários que abusam do tolueno são expostos a níveis acima de 1000 ppm (partes por milhão). Níveis de exposição superiores a 600 ppm causam confusão e delírio. O abuso de inalantes causa danos permanentes ao cérebro e pode resultar em "morte súbita por inalação". Também pode causar perda de memória, confusão ou desorientação, percepção distorcida de tempo e distância, alucinações, náuseas, êmese e síndrome psicoorgânica. O abuso de inalantes causa cãibras e fraqueza muscular, dormência nos membros, dores abdominais, danos ao sistema nervoso central, rins e fígado. Também produz dependência psicológica. Uma vez adquirido o hábito, a dose deve ser aumentada gradualmente para produzir o mesmo efeito.

## Crimes atribuídos
Muitos Rugby boys recorreram ao crime para financiar seu vício. Esses crimes incluem roubos, ameaças agressivas e assaltos, tráfico de drogas, extorsão e pequenos crimes organizados. 
Muitos de seus crimes ocorrem em locais públicos lotados, quando a polícia está distraída.